# Cardamine purpurascens
Cardamine purpurascens là một loài thực vật có hoa trong họ Cải. Loài này được (O.E.Schulz) Al-Shehbaz & al. mô tả khoa học đầu tiên năm 2000.